# 樫出勇
樫出 勇（日语：かしいで いさむ，1915年2月—1994年），陸軍軍人、战斗机驾驶员、飛行王牌，最終军衔是陸軍大尉。他宣稱在二次世界大戰中擊落26架B-29超級堡壘轟炸機，其中7架日後確認由其擊落。